# 打越光種
打越 光種（うていち みつたね）は、江戸時代前期の武士。徳川氏家臣。

## 経歴・人物
寛永6年12月27日（1630年2月9日）徳川秀忠に拝謁する。のち家光に近侍し、寛永11年（1634年）上洛に従った。同年、兄の光久が死亡し、本家は無嗣断絶となった。
光種は食禄300俵を賜い直参旗本として書院番となり、のちさらに200俵を加増された。のち武蔵国北足立郡大久保村・神田村にて500石の知行地を与えられる。4代下った光輪の代より「うちこし」を名乗った。